# Germinal Pierre Dandelin

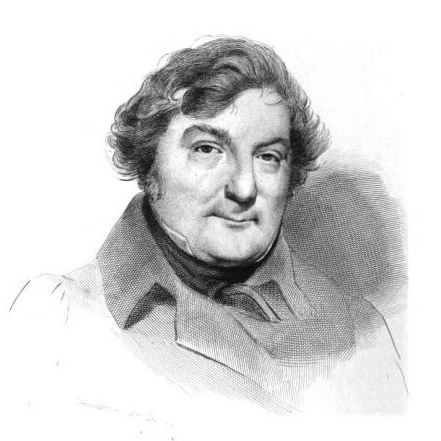
Portretgravure

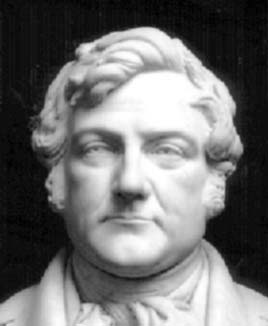
Portretbuste

Germinal Pierre Dandelin (Le Bourget, nabij Parijs, 12 april 1794 - Brussel, 15 februari 1847) was  een wiskundige, militair en docent mijnbouw. De zogenoemde Dandelinsferen of bollen van Dandelin,  Dandelins theorema en de numerieke Dandelin-Gräffe methode om algebraïsche vergelijkingen op te lossen zijn naar hem genoemd.

## Biografie
Dandelin werd in Parijs geboren als zoon van een Franse vader en een Belgische moeder, studeerde eerst in Gent en vanaf 1813 aan de École Polytechnique in Parijs. In 1814 meldde hij zich als vrijwilliger voor de legers van Napoleon en raakte hij gewond tijdens de verdediging van Parijs op 30 maart 1814. Nadat Napoleon uit ballingschap was teruggekeerd, werkte hij bij het Franse ministerie van Binnenlandse Zaken onder Lazare Carnot.
Na het definitieve einde van de regering van Napoleon, keerde Dandelin terug naar België en nam in 1817 de Nederlandse nationaliteit aan. Vanaf 1825 onderwees hij mijnbouw aan de universiteit van Luik, maar in 1830 stortte hij zich weer in het "krijgsgedruis", dit keer als lid van het Belgische leger, waarin hij de leiding had bij de bouw van fortificaties in Namen, Luik en Brussel.